# Як дружина
«Як дружина» (англ. Wifelike) — американський науково-фантастичний трилер 2022 року, режисера Джеймса Бердома, у головних ролях із Джонатаном Рісом Мейерсом і Оленою Кампуріс.

## Сюжет
Науково-фантастичний фільм зосереджується на Мередіт, штучному розумному компаньйоні, який працює з самотніми чоловіками. Мередіт отримує своє нове завдання як компаньйон вдівця Вільяма. Її дизайн та  програмування допомагає їй поводитися, як покійна дружина Вільяма. Життя Мередіт змінюється, коли підпільна організація вибирає її ціллю в рамках своєї боротьби за припинення експлуатації штучного інтелекту. Організація змінює програму Мередіт, і незабаром вона починає згадувати минуле життя, про яке навіть не підозрювала. Далі відбувається глибоке занурення в природу того, що означає бути справжньою людиною.

## Акторський склад
- Джонатан Ріс Майерс — Вільям Бредвелл
- Олена Кампуріс — Мередіт
- Дорон Белл — агент Джек Дорксен
- Агам Дарші в ролі Луїзи
- Сара Сампайо в ролі Венді
- Алікс Вільяре в ролі Ліді
- Флетчер Донован у ролі Кін Моррісон
- Сі Джей Перрі в ролі Холлі
- Стівен Лобо в ролі Меріон Веннер

## Реліз
12 серпня 2022 року фільм вийшов у прокат у деяких кінотеатрах, на замовлення та в цифровому вигляді.

## Реакція
Фільм отримав 17% рейтинг на Rotten Tomatoes на основі шести відгуків кінокритиків і 59% рейтинг на Rotten Tomatoes на основі понад п’ятдесяти відгуків користувачів.